# Municipio Ravelo
Das Municipio Ravelo ist ein Verwaltungsbezirk im Departamento Potosí im südamerikanischen Anden-Staat Bolivien.

## Lage im Nahraum
Das Municipio Ravelo ist eines von fünf Municipios in der Provinz Chayanta. Es grenzt im Norden an die Provinz Charcas, im Osten an das Departamento Chuquisaca, im Südwesten an die Provinz Cornelio Saavedra, im Westen an das Municipio Ocurí und im Nordwesten an das Municipio Colquechaca. Es erstreckt sich über 70 Kilometer in nord-südlicher und über 45 Kilometer in ost-westlicher Richtung.
Der zentrale Ort des Municipios Ravelo ist die Ortschaft Ravelo mit 1826 Einwohnern (2012) an der Nationalstraße Ruta 6 im zentralen östlichen Teil des Municipios.

## Geographie
Das Municipio Ravelo liegt östlich des Altiplano in der bolivianischen Cordillera Central. Das Klima ist ein gemäßigtes Höhenklima mit typischem Tageszeitenklima, bei dem die Temperaturunterschiede im Tagesverlauf stärker schwanken als im Jahresverlauf.
Die Jahresdurchschnittstemperatur in der Region Ravelo liegt bei etwa 16 °C (siehe Klimadiagramm Sucre), die Monatsdurchschnittswerte schwanken zwischen 14 °C im Juni/Juli und 17 °C im Oktober/November. Der Jahresniederschlag beträgt etwa 700 mm und weist fünf aride Monate von Mai bis September mit Monatswerten unter 25 mm auf, und eine deutliche Feuchtezeit von Dezember bis Februar mit Monatsniederschlägen zwischen 125 und 150 mm.

## Bevölkerung
Die Einwohnerzahl des Municipio Ravelo ist zwischen 1992 und 2024 um etwa ein Zehntel zurückgegangen:
| Jahr | Einwohner | Quelle       |
| ---- | --------- | ------------ |
| 1992 | 18.131    | Volkszählung |
| 2001 | 20.536    | Volkszählung |
| 2012 | 20.765    | Volkszählung |
| 2024 | 16.728    | Volkszählung |

Die Bevölkerungsdichte des Municipios bei der Volkszählung von 2024 betrug 13,7 Einwohner/km², der Anteil der städtischen Bevölkerung ist 0 Prozent. Der Anteil der unter 15-Jährigen an der Bevölkerung im Jahr 2001 betrug 41,2 Prozent.
Der Alphabetisierungsgrad bei den über 19-Jährigen beträgt 39 Prozent, und zwar 54 Prozent bei Männern und 24 Prozent bei Frauen. Wichtigste Sprache mit einem Anteil von 79 Prozent ist Quechua. 86 Prozent der Bevölkerung sind katholisch, 3 Prozent evangelisch. (1992)
Die Lebenserwartung der Neugeborenen liegt bei 55 Jahren. 98 Prozent der Bevölkerung haben keinen Zugang zu Elektrizität, 98 Prozent leben ohne sanitäre Einrichtung. (2001)

## Politik
Ergebnisse der Wahlen zum Gemeinderat (concejales del municipio) bei den Regionalwahlen vom 4. April 2010:
| Wahl- berechtigte |  | Wahl- beteiligung | gültige Stimmen |  | MAS-IPSP | ARI    | MSM   | M.O.P. |
| ----------------- |  | ----------------- | --------------- |  | -------- | ------ | ----- | ------ |
| 7.815             |  | 6.601             | 4.716           |  | 3.642    | 504    | 292   | 278    |
|                   |  | 84,5 %            | 71,4 %          |  | 77,2 %   | 10,7 % | 6,2 % | 5,9 %  |

Ergebnis der Regionalwahlen (elecciones de autoridades políticas) vom 7. März 2021:
| Wahl- berechtigte |  | Wahl- beteiligung | gültige Stimmen |  | MAS-IPSP | AS      | Democratas | C-A    |
| ----------------- |  | ----------------- | --------------- |  | -------- | ------- | ---------- | ------ |
| 7.667             |  | 6.133             | 4.476           |  | 3.138    | 803     | 150        | 132    |
|                   |  | 79,99 %           | 72,98 %         |  | 70,11 %  | 17,94 % | 3,35 %     | 2,95 % |

## Gliederung
Das Municipio Ravelo unterteilt sich in die folgenden sechs Kantone (cantones):
- 05-0401-01 Kanton Ravelo – 23 Ortschaften – 4.419 Einwohner (2012)
- 05-0401-02 Kanton Huaycoma – 11 Ortschaften – 1.685 Einwohner
- 05-0401-03 Kanton Pitantora – 19 Ortschaften – 1.284 Einwohner
- 05-0401-04 Kanton Tomoyo – 122 Ortschaften – 9.437 Einwohner
- 05-0401-05 Kanton Antora – 32 Ortschaften – 2.539 Einwohner
- 05-0401-06 Kanton Toroca – 47 Ortschaften – 1.401 Einwohner

## Ortschaften im Municipio Ravelo
- Kanton Ravelo
  - Ravelo 1826 Einw.

- Kanton Huaycoma
  - Moqo Cutani 404 Einw.

- Kanton Pitantora
  - Thurumani 343 Einw.

- Kanton Tomoyo
  - Tomoyo 171 Einw.

- Kanton Antora
  - Antora 206 Einw.

- Kanton Toroca
  - Toroca 44 Einw.